# Patinação de velocidade nos Jogos Olímpicos de Inverno de 2006 - 1500 m feminino
A competição de 1500m feminino de patinação de velocidade nos Jogos Olímpicos de Inverno de 2006 foi disputado no dia 22 de fevereiro.

## Medalhistas
| Ouro   | CAN Cindy Klassen   |
| Prata  | CAN Kristina Groves |
| Bronze | NED Ireen Wust      |

## Resultados
| Pos. | Patinadora                  | Tempo   |
| ---- | --------------------------- | ------- |
|      | CAN Cindy Klassen           | 1:55.27 |
|      | CAN Kristina Groves         | 1:56.74 |
|      | NED Ireen Wust              | 1:56.90 |
| 4    | GER Anni Friesinger         | 1:57.31 |
| 5    | ITA Chiara Simionato        | 1:58.76 |
| 6    | RUS Yekaterina Lobysheva    | 1:58.87 |
| 7    | CAN Christine Nesbitt       | 1:59.15 |
| 8    | USA Jennifer Rodriguez      | 1:59.30 |
| 9    | NED Renate Groenewold       | 1:59.33 |
| 10   | GER Daniela Anschuetz Thoms | 1:59.74 |
| 11   | POL Katarzyna Wojcicka      | 1:59.96 |
| 12   | CHN Fei Wang                | 2:00.13 |
| 13   | NED Paulien van Deutekom    | 2:00.15 |
| 14   | NED Marianne Timmer         | 2:00.45 |
| 15   | JPN Maki Tabata             | 2:00.77 |
| 16   | KOR Ju-Youn Lee             | 2:00.85 |
| 17   | NOR Annette Bjelkevik       | 2:01.03 |
| 18   | USA Catherine Raney         | 2:01.17 |
| 19   | NOR Maren Haugli            | 2:01.22 |
| 20   | RUS Varvara Barysheva       | 2:01.60 |
| 21   | RUS Yekaterina Abramova     | 2:01.63 |
| 22   | JPN Eriko Ishino            | 2:01.85 |
| 22   | CHN Jia Ji                  | 2:01.85 |
| 24   | USA Maria Lamb              | 2:02.12 |
| 25   | RUS Valentina Yakshina      | 2:02.15 |
| 26   | NOR Hedvig Bjelkevik        | 2:02.16 |
| 27   | AUT Anna Natalia Rokita     | 2:02.19 |
| 28   | CAN Shannon Rempel          | 2:02.24 |
| 29   | JPN Nami Nemoto             | 2:02.34 |
| 30   | GER Lucille Opitz           | 2:02.75 |
| 31   | ITA Adelia Marra            | 2:03.07 |
| 32   | KOR Seon Yeong Noh          | 2:03.35 |
| 33   | JPN Hiromi Otsu             | 2:04.77 |
| 34   | CHN Xiaolei Zhang           | 2:05.75 |
| 35   | ROM Daniela Oltean          | 2:09.24 |

Legenda
| Recorde mundial      | Recorde mundial (World record)               |                       | Recorde africano                      | Recorde africano (African) |                                           | Q | Classificado por posição (Qualified) |
| Recorde olímpico     | Recorde olímpico (Olympic record)            | Recorde da América    | Recorde da América (Americas)         | q                          | Classificado por melhor tempo (Qualified) |   |                                      |
| Melhor marca do ano  | Melhor marca do ano (World leading)          | Recorde asiático      | Recorde asiático (Asian)              | DNS                        | Não largou (Did not start)                |   |                                      |
| Recorde nacional     | Recorde nacional (National record)           | Recorde europeu       | Recorde europeu (European)            | DNF                        | Não terminou (Did not finish)             |   |                                      |
| Recorde pessoal      | Recorde pessoal do atleta (Personal best)    | Recorde da Oceania    | Recorde da Oceania (Oceania)          | DSQ / DQ                   | Desclassificado (Disqualified)            |   |                                      |
| Recorde da temporada | Recorde da temporada do atleta (Season best) | Recorde sul-americano | Recorde sul-americano (South America) | NM                         | Sem marca (No mark)                       |   |                                      |